# Borne (Chassezac)
Die Borne, französisch La Borne, ist ein linker Nebenfluss des Chassezac im Süden von Frankreich.

## Flusslauf
Die Borne verläuft in den Regionen Auvergne-Rhône-Alpes und Okzitanien. Dabei durchquert sie auf ihrem Weg das Département Ardèche und bildet etwa auf den letzten 10 Kilometern die Grenze zum benachbarten Département Lozère. Die Borne entspringt im Regionalen Naturpark Monts d’Ardèche, nördlich des Col de la Croix de Bauzon, im Gemeindegebiet von Mayres, entwässert im Oberlauf Richtung Südwest, schwenkt dann auf Südost bis Süd und mündet nach rund 35 Kilometern an der Gemeindegrenze von Pied-de-Borne und Sainte-Marguerite-Lafigère von links in den Chassezac.

## Orte am Fluss
- Borne
- Laval-d’Aurelle
- Sainte-Marguerite-Lafigère
- Pied-de-Borne